# Jelena Jemieljanowa
Jelena Lwowna Jemieljanowa; z d. Lisowska (ros. Елена Львовна Емельянова, Лисовская; ur. 10 lipca 1983 w Sierpuchowie) – rosyjska siatkarka grająca na pozycji środkowej. Obecnie występuje w drużynie Zarieczje Odincowo.

## Kariera
- 1997–2001  MGFSO Moskwa
- 2001–2004  Łucz-MGSU
- 2004–2006  Dinamo Moskwa
- 2006–2007  Dynamo Kazań
- 2007–2011  Zarieczje Odincowo
- 2013-  Zarieczje Odincowo

## Sukcesy klubowe
Mistrzostwo Rosji:
- 2005

Mistrzostwo Rosji:
- 2006

Puchar Challenge:
- 2014